# Kotorsko
Kotorsko (en serbe cyrillique : Которско) est une localité de Bosnie-Herzégovine. Elle est située sur le territoire de la ville de Doboj et dans la république serbe de Bosnie. Selon les premiers résultats du recensement bosnien de 2013, elle compte 2 298 habitants.

## Géographie
La localité est située au bord de la rivière Bosna, un affluent droit de la Save.

## Démographie

### Évolution historique de la population dans la localité
| 1948 | 1953 | 1961  | 1971  | 1981  | 1991  | 2013  |
| ---- | ---- | ----- | ----- | ----- | ----- | ----- |
| -    | -    | 2 637 | 2 677 | 3 101 | 3 295 | 2 298 |

|  |